# 訃報 1986年7月
訃報 1986年7月（ふほう 1986ねん7がつ）では、1986年（昭和61年）7月中に物故した、又は物故が報じられた人物についてまとめる。

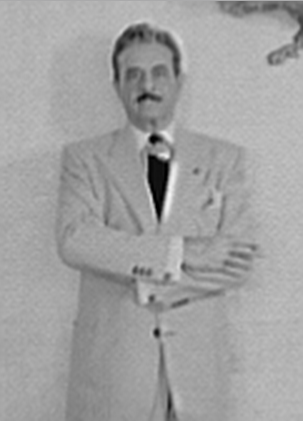
レイモンド・ローウィ / 7月14日没

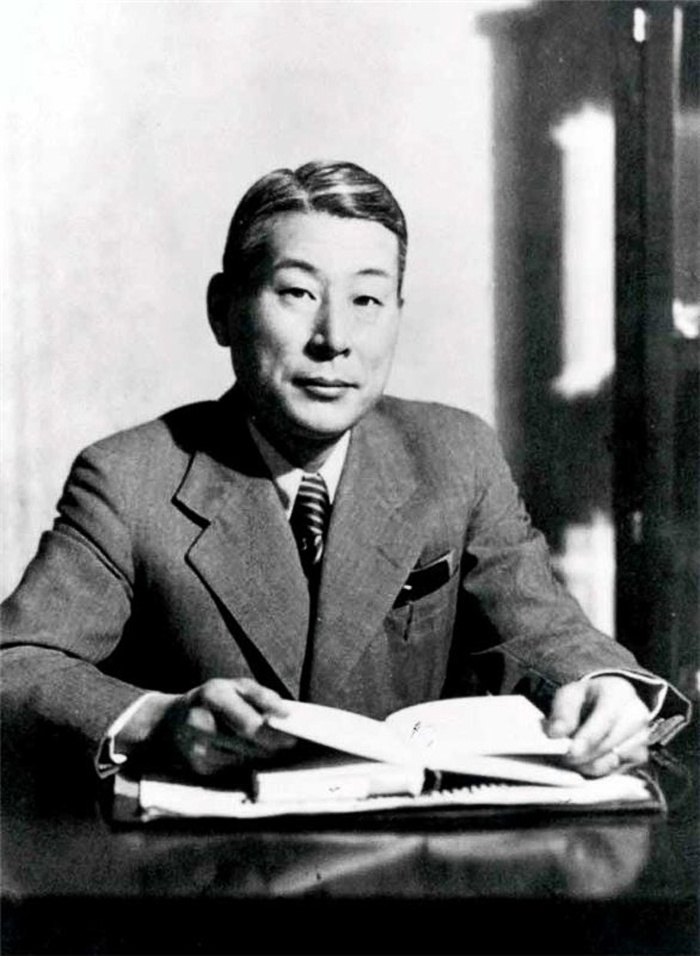
杉原千畝 / 7月31日没

## （1日 - 15日）
- 7月4日 - オスカー・ザリスキ、数学者（* 1899年）
- 7月6日 - 和田浩治、俳優（* 1944年）
- 7月12日 - 古川勝巳[1]、日本ヘラルド映画代表取締役社長（* 1914年）
- 7月13日 - 神田隆、俳優（*1918年）
- 7月14日 - レイモンド・ローウィ、デザイナー・元フランス軍大尉（*1893年）
- 7月15日 - 藪下泰司、アニメーション監督（*1903年）

## （16日 - 31日）
- 7月18日 - スタンリー・ラウス、元サッカー審判員・国際サッカー連盟第6代会長（* 1895年）
- 7月19日 - 前川喜作、前川製作所創業者・和敬塾創立者（* 1895年）
- 7月19日 - アルフレッド・ビンダ、自転車競技選手（* 1902年）
- 7月24日 - 澤田紋、阿南市初代市長（* 1912年）
- 7月24日 - 鶴田義行、水泳選手（* 1903年）
- 7月24日 - 矢野亮、作詞家（* 1910年）
- 7月25日 - 天草四郎、俳優（* 1917年）
- 7月25日 - 星野愷、電気化学者・東京工業大学名誉教授（* 1909年）
- 7月25日 - ヴィンセント・ミネリ、映画監督（* 1903年）
- 7月25日 - テッド・ライオンズ、メジャーリーガー（* 1900年）
- 7月27日 - 木原均、遺伝学者（* 1893年）
- 7月29日 - 高島一岐代、将棋棋士（* 1916年）
- 7月31日 - 占部都美、経営学者（* 1920年）
- 7月31日 - 杉原千畝、外交官（* 1900年）